# Nationaal park Ekenäsarchipel
Nationaal park Ekenäsarchipel (Zweeds: Ekenäs skärgårds nationalpark/ Fins: Tammisaaren saariston kansallispuisto) is een nationaal park in Uusimaa in Finland. Het park werd opgericht in 1989 en is 52 vierkante kilometer groot. Het landschap bestaat uit kust en rotseilandjes van de Ekenäs-archipel, waarop veel zeevogels leven.